# Державинск
Держа́винск (каз. Державинск) — город в Казахстане, административный центр Жаркаинского района Акмолинской области.
Основан в 1956 году. Город с 1966 года. Население 6 019 чел. (2019).

## История
Посёлок Державинское начали строить с 1956 года для переноса центра Баранкульского района из села Баранколь из-за его отдалённости от железной дороги Есиль — Аркалык. Первую улицу назвали именем Адильбека Майкутова.
В 1966 посёлок получил статус города. С этого времени по 1996 год в Державинске располагалась 38-я ракетная дивизия в пгт. Степном), в своё время представляла большую мощь и угрозу противнику, в связи с чем долгое время посёлок Степной не отображали на картах Советского Союза открытого пользования, однако на секретных топографических картах его наносили. После расформирования дивизии посёлок Степной был передан местной власти и вскоре его забросили, а в дальнейшем разрушили, остались голые пятиэтажные дома без окон. В 1998 году в районе пгт. Степного было создано учреждение ЕЦ 166/26, колония строгого режима МЮ РК. Расформирована в 2018 году.
В данный момент проводится восстановление пятиэтажных жилых домов в посёлке Степном (ныне микрорайон Молодёжный). На текущий момент восстановлено 6 домов. В черте города восстановлены 25-квартирный и два 80-квартирных жилых дома.
На территории города построены новая модульная ветеринарная лаборатория, больница, совмещённая с поликлиникой на 70 мест. Функционируют асфальтобетонный завод, мини-цех по производству молочной продукции.
20 июня 2023 года был организован сход жителей города, в котором приняли участие 321 человек, из которых за переименование города в Кенесары высказалось 192 человека, 125 человек высказалось против, 4 бюллетеня было признано недействительными. Новое название города было предложено в честь последнего казахского хана Кенесары.

## География и климат
Город расположен на западе Акмолинской области на левом берегу реки Ишим. Климат континентальный, засушливый, с жарким и засушливым летом и холодной зимой. Среднесуточная температура июля 22,5 С°, января −18,3 С°. Многолетняя норма осадков составляет всего 262 мм. Большая часть осадков выпадает в летний период. При этом в отдельные годы количество выпадающих осадков может значительно отклоняться от многолетней нормы.

## Население
| Численность населения | Численность населения | Численность населения | Численность населения | Численность населения | Численность населения | Численность населения | Численность населения | Численность населения |
| 1959                  | 1970                  | 1979                  | 1989                  | 1991                  | 1999                  | 2004                  | 2005                  | 2006                  |
| --------------------- | --------------------- | --------------------- | --------------------- | --------------------- | --------------------- | --------------------- | --------------------- | --------------------- |
| 3093                  | ↗22 149               | ↘14 748               | ↗15 185               | ↗15 300               | ↘7869                 | ↘6616                 | ↘6561                 | ↗6605                 |
| 2007                  | 2008                  | 2009                  | 2010                  | 2011                  | 2012                  | 2013                  | 2014                  | 2015                  |
| ↘6567                 | ↘6530                 | ↘6309                 | ↘4845                 | ↗6360                 | ↘6290                 | ↗6301                 | ↗6311                 | ↗6323                 |
| 2016                  | 2017                  | 2018                  | 2019                  |                       |                       |                       |                       |                       |
| ↘6183                 | ↘6067                 | ↗6070                 | ↘6019                 |                       |                       |                       |                       |                       |

## Образование
В городе функционирует три средние школы. Школа им. Н. К. Крупской с русским языком обучения, школа им. Н. Островского с русским языком обучения, школа имени А. Укубаева, восстановленная в 2005 году, с казахским языком обучения. Ученики этих школ становились неоднократными участниками, призёрами и победителями областных и республиканских олимпиад и соревнований.

## Религия
Функционирует мечеть с 1995 года. В 2007 году на средства населения построено новое здание.
Православные храмы
Город административно относится к Атбасарскому городскому благочинию Кокшетауской и Акмолинской епархии Казахстанского митрополичьего округа Русской православной церкви (МП).

## СМИ
Действует местное радио на волне 100,8 FM и телевидение «Сары Арка ТВ». С 12 августа 1956 года выпускается районная газета «Социалистическое строительство», с 1 января 1957 года — «Социалистік құрылыс», с 1 мая 1962 года — «Целинное знамя», с 31 мая 2013 года «Жарқайың тынысы».